# John Nelson Darby

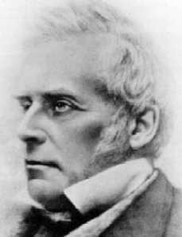
John Nelson Darby

John Nelson Darby (Westminster, 18 november 1800 - Bournemouth, 29 april 1882) was een geestelijk leider van de Church of Ireland, een zusterkerk van de Kerk van Engeland. Hij werd in 1825 gewijd tot diaken door aartsbisschop Magee. In 1826 werd hij predikant van Calabry. Hij begon echter steeds meer te twijfelen aan de vastgelegde rituelen en dogmatische wetten van de staatskerk. Vooral toen hij tijdens de lange herstelperiode na een ernstige val van zijn paard veel nadacht kwam hij tot de conclusie dat het officiële ambt van voorganger, priester, dominee of andere leider van een geloofsgemeenschap een zonde was. 

Volgens Darby is iedere Christen gerechtigd tot het onderzoeken, bespreken, weerleggen of behouden van alle dingen en tot het behoud van het goede zoals in de brieven van de apostelen vermeld staat. Er zou dus in principe geen hiërarchie nodig zijn van mensen die 'het beter weten dan de anderen': alleen Jezus zou, door middel van de Heilige Geest, als leider en 'hoofd van het lichaam' functioneren en zijn volgelingen zijn allemaal 'gelijkwaardige broeders'. In 'gezamenlijk gebed' zou duidelijk worden wat de oplossing voor problemen zou zijn. Darby kwam met deze standpunten al snel in conflict met de staatskerk en brak in 1828 ten slotte hiermee. Veel mensen zagen wel iets in zijn opvattingen en vormden gemeenschappen van 'broeders'.
Darby besteedde de rest van zijn leven aan het rondreizen door onder meer Europa, Noord-Amerika en het Caribisch gebied, aan prediken van zijn opvattingen en begeleiden van de vele gemeenschappen die zijn uitspraken in de praktijk navolgden. Ook in Nederland zijn zijn volgelingen actief als de Vergadering van gelovigen.
John Nelson Darby werd ruim 81 jaar oud. Hij schreef een Bijbelcommentaar over alle 66 Bijbelboeken, de zogeheten 'Synopsis' dat in diverse talen is verschenen. Zijn verzamelde geschriften, de zogeheten 'Collected Writings', zijn in 34 dikke delen uitgegeven, uitgave Stichting Uit het Woord der Waarheid.